# Martine Broda
Pour les articles homonymes, voir Broda.
Martine Broda (née à Nancy le 17 mars 1947 et morte à Paris 3e le 23 avril 2009) est une poétesse, critique littéraire et traductrice française.

## Biographie
Après avoir suivi parallèlement des études de lettres et de philosophie, Martine Broda s'est principalement consacrée à la poésie, faisant notamment partie du collectif de la revue Action poétique, et, en tant qu'attachée de recherches au CNRS, son travail a porté sur la poésie moderne. Au-delà de sa propre création poétique, elle est particulièrement connue pour ses traductions et ses commentaires de la poésie de Paul Celan.
Elle repose au cimetière du Montparnasse.

### Poésie
- Toute la poésie, préface d’Esther Tellermann, Paris, Flammarion, 2023.
- Éblouissements, Paris, Flammarion, 2003.
- Poèmes d'été, Paris, Flammarion, 2000.
- Huit Pages à propos de la Shoah dans Robert Antelme, Paris, Gallimard, 1996.
- Poèmes d'Éblouissements dans 29 femmes/une anthologie, Paris, Stock, 1994.
- Grand jour, Paris, Belin, 1994, (l'Extrême contemporain).
- Ce recommencement, Nice, Unes, 1992 (avec Frédéric Benrath).
- Passage, Lettres de Casse, 1985.
- Tout ange est terrible, Paris, Clivages, 1983 (avec André Marfaing).
- Double, La Répétition, 1978 (avec Gisèle Celan-Lestrange).

### Traductions
- Paul Celan, La Rose de personne / Die Niemandsrose, édition bilingue, Paris, Le Nouveau Commerce 1979. Nouvelle édition, Paris, José Corti, 2002.
- Paul Celan, Grille de parole, Paris, Christian Bourgois, 1991.
- Paul Celan, Enclos du temps, Paris, Clivages, 1985.
- Nelly Sachs, Énigmes en feu, in Eli, lettres, Énigmes en feu, Paris, Belin, 1989.
- Nelly Sachs, Celle qui se met en quête, dans Po&sie, no 69, Paris, Belin, 1994.
- T. S. Eliot, East Coker, (un des quatuors), dans Europe, no 830-831, juin-juillet 1998.
- Walter Benjamin, La Tâche du traducteur, dans Po&sie, no 55, Paris, Belin, 1991, p. 150-158 .

### Essais
- Pour Roberto Juarroz, Paris, José Corti, 2002.
- L'amour du nom, essai sur le lyrisme et la lyrique amoureuse, Paris, José Corti, 1997 (Prix Mottart de l’Académie française 1998).
- Dans la main de personne. Essai sur Paul Celan, Paris, Cerf, coll. « La Nuit surveillée », 1986 ; puis réédition augmentée, Paris, Cerf, 2002.
- Jouve, Paris, L'Âge d'homme et Cistre, 1981.